# Fosfatkartering
Fosfatkartering, är en arkeologisk metod för att ta reda på variationer i fosfathalten i ett område. Vanlig jord har låga eller inga fosfatvärden, medan platser där människor och djur levat kännetecknas av högre värden.

## Bakgrund
En viktig uppgift för en arkeolog på fältet är att ta reda på hur gamla fornlämningarna och fynden är. Sammanhanget kan ofta tidsbestämmas genom naturvetenskapliga analyser, till exempel med hjälp av radioaktivt kol (C14), vedanatomiska bestämningar, eller jämförelser av årsringar i trä (dendrokronologi). Fosfatkartering är ett tredje alternativ och började tas i bruk på arkeologiska utgrävningsplatser omkring år 1930.
Kunskapen om fosfathaltens koppling till djurs och människors aktivitet har funnits sedan 1930-talet, då fosfatanalysen introducerades av svensken Olof Arrhenius. Fosfatanalys har möjliggjort för arkeologer att verifiera boplatslämningar på områden där man misstänker att sådana kan finnas.
Fosfater uppkommer när avfall från människor och djur bryts ned till mindre partiklar. Genom att ta jordprover och omskaka dessa med ett par procent citronsyra får man fram fosfater som kan mätas upp i procenttal. Genom att ta stickprov från ett större område och plotta värden på en karta kan man identifiera områden med högre värden. Där kan arkeologen koncentrera sina utgrävningar och på så sätt spara mycket tid och resurser.

## Metodutveckling
Ännu idag arbetar man enligt samma grundläggande metod, men tekniken har förfinats och vidareutvecklats. Numera använder man även salpetersyra och saltsyra. Dessa behöver bara blandas i jordproverna.
Ute på fältet har man sedan 1960-talet filterpapper på vars yta endast en liten mängd jord blandas med katalysatorer för att få fram mätresultat, ungefär på samma sätt som man inom vården tar urinprover på stickor för att se om patienten har urinvägsinfektion eller ej. Resultatet ges på filterpapprets färgskalor. Tekniken förfinas, men syftet är detsamma sedan Arrhenius dagar. Man söker efter mänsklig påverkan på jordlagren för att skilja kulturjord från opåverkad jord.
Numera finns också handhållna apparater som mycket exakt avläser färgningar på provstickor vilka också kan användas i fältsituationen.